# Гаплогруппа N1a2b (Y-ДНК)
Гаплогруппа N1a2b (P43) — Y-хромосомная гаплогруппа, часть макрогруппы N. Распространена у уральских и тюркских народов. До 2008 года носила название N2.

## Описание
Гаплогруппа N1a2b (ранее N1b) определяется мутацией P43. Предполагается, что N1a2b возникла 4500 — 10 000 лет назад на территории Саян или поблизости.
N1a2b-P43 и N1a2a-M128 произошли от N1a2-Y3079/FGC10803. N1a2b-P43 сформировалась 8600 лет назад. Последний общий предок современных носителей гаплогруппы N1a2b-P43 жил 4400 лет назад (даты определены по снипам компанией YFull).
Данная гаплогруппа характерна для самодийцев (до 92 %), а также частично для угро-финнов Урала и Западной Сибири (до 60 %). Наибольшая частота гаплогруппы N1a2b отмечена у северных самодийцев. Значительную частоту N1b-P43 имеет у хантов (57 %), хакасов (44 %), центральных эвенов (40 %), алтайцев Кош-Агача (29,57 %), тувинцев (25 %), памирских киргизов (24 %) Встречается у волго-уральских татар (6,65 %). У кетов (4 %), эвенков (3,1 %), калмыков (1,4 %), якутов (1,3 %), бурят (1 %). N1a2b-P43 выявлена на Алтае в палео-ДНК представителей пазырыкской кульутры.
Субклад N1a2b2a2-VL67 из ветви N1a2b-P43 распространён на Алтае, а также рассеян во всем ареале тюркских народов, вплоть до Турции и Азербайджана. Субклад N1a2b2-Y3195 характерен для манси, коми, удмуртов и в меньшей степени — для татар и марийцев.
Частота гаплогруппы N1a2b-P43 в русских популяциях невелика. В южных и центральных популяциях эта гаплогруппа практически отсутствует. В северных русских популяциях встречаемость этой гаплогруппы 3 — 7 %, максимальное значение N1a2b-P43 выявлено в популяции деревни Нюхча Пинежского района (восток Архангельской области) (15,8 %; в источнике выборка обозначена «Пинега» по названию реки и района).

## Палеогенетика
- N1a2b-P43 была обнаружена при исследовании двух представителей пазырыкской культуры (VI—III вв. до н. э.) из могильника знатных воинов Ак-Алаха-1 в Горном Алтае (снипы не делались)[10].
- N1a2-CTS6380 (по NGS) или N1a2-CTS6380>N1a2b2a2-VL67 (по NevGen) предположили у мужчины из Рубленого города в Ярославле (массовое захоронение № 76, 1238 год)[11].

## Подгруппы
Филогенетическое дерево гаплогруппы N1a2b:
- N1a2b (P43)
  - N1a2b1 (P63)
    - N1a2b1a (B168)
    - N1a2b1b (B169)